# Burghard Josef Barth von Wehrenalp
Burghard Josef Barth, ab 1882 Edler von Wehrenalp (* 8. Oktober 1821 in Teschen, Österreichisch Schlesien; † 5. Februar 1894 in Wien) war ein österreichischer Jurist, Hof- und Gerichtsadvokat sowie Funktionär des Deutschen und Österreichischen Alpenvereins (DuOeAV).

## Leben
Barth von Wehrenalp wurde nach dem Studium der Rechtswissenschaften und erfolgreicher Promotion zum Dr. jur. an der Universität Graz 1858 zum Rechtsanwalt ernannt und 1882 vom österreichischen Kaiser Franz Joseph I. als Edler von Wehrenalp in den Adelsstand erhoben, da er sich insbesondere im Alpenverein um eine Hilfsaktion für die Hochwasseropfer in Tirol eingesetzt hatte. Barth war bereits seit seiner Gründung Mitglied des ÖAV und an der Gründung des DAV mitbeteiligt. Im Jahr 1871 wurde er zum Vizepräsidenten des DAV gewählt, und von 1872 bis 1873 war er dessen Präsident. Unter seiner Präsidentschaft erfolgte die bis 1938 andauernde Vereinigung zum DuOeAV. Diesen Gesamtverein leitete Barth von 1880 bis 1882.
Sein Sohn Karl Barth Edler von Wehrenalp (1857–1925) war als Fernmeldetechniker im österreichischen Staatsdienst tätig.